# フランツ・オラー
フランツ・オラー（Franz Olah、1910年3月13日 - 2009年9月4日）は、オーストリアの政治家。オーストリア社会民主党 (SPÖ) 所属。1963年から1964年まで内務大臣を務めた。
1910年3月13日、ウィーンに生まれる。ブダペストで3年間ピアノ製造を学んだあと、ウィーンに戻る。この間、組合活動に従事するようになり、オーストリア社会民主党に入党した。1930年代には警察に検挙されている。1938年にナチス・ドイツがオーストリアを合併すると、オラーはダッハウ強制収容所に収容される。第二次世界大戦中はドイツ国内の強制収容所を転々としたが、生還した。
戦後の1948年、オーストリア国民議会総選挙に立候補し当選する。1959年から1961年まで国民議会第二議長を、1963年から1964年まで内相を歴任した。社会民主主義者としてのオラーは、共産主義者とは一線を画した。例えば、オーストリアが連合国軍に占領されていた時期、共産党主導のストライキに対して、国家体制に対する脅威とみなし、反対の姿勢を示した。
1964年、自身の金融スキャンダルのため、社民党を離党した。翌1965年、新党・民主進歩党 (Demokratische Fortschrittliche Partei) を結成した。同党は1966年総選挙（1966 Austrian legislative election）で3パーセント近くを得票したが、議席を得ることは適わなかった。1969年のウィーン市議会選挙では3議席を得た。
2009年9月4日、入院中のバーデン・バイ・ウィーンの病院で亡くなった。99歳。